# Phaonia jamaicensis
Phaonia jamaicensis este o specie de muște din genul Phaonia, familia Muscidae, descrisă de Barros de Carvalho în anul 1983.
Este endemică în Jamaica. Conform Catalogue of Life specia Phaonia jamaicensis nu are subspecii cunoscute.